# Kai Reus
Kai Reus nascido a 11 de março de 1985 em Winkel, é um ciclista holandês. Actualmente corre na equipa Roompot Oranje Peloton.

## Biografia
Campeão do mundo júnior e ganhador da Copa do Mundo UCI Júnior em 2003, Kai Reus uniu-se ao Rabobank GS3 em 2004. Nessa equipa conseguiu grandes vitórias, como o Tríptico de Barrages, a Liège-Bastogne-Liège sub-23 e a Volta à Normandia. Em junho de 2006, ganhou os campeonatos dos Países Baixos em estrada e em contrarrelógio sub-23. Ao mês seguinte, converteu-se em membro da primeira equipa do Rabobank.
Durante o mês de julho de 2007, sofreu uma queda treinando no col de l'Iseran. Sofre uma fractura da clavícula e uma hemorragia cerebral, que lhe submerge num estado de coma induzido durante onze dias, depois o sai do hospital em agosto.
Não volta a correr mais até ao fim da temporada 2008, retornando à competição no Tour de Missouri. Ganha pela primeira vez desde 2006 a segunda etapa da Volta à Grã-Bretanha entrando em solitário onde também se colocou de líder.
Ao começo do ano 2010, diagnostica-se-lhe uma mononucleose. Longe da competição de novo, voltou a correr de novo no Grande Prêmio de Frankfurt  1 de maio e posteriormente foi contratado para a equipa De Rijke para o resto da temporada de 2011.
Em 2012 passou à equipa estadounidense UnitedHealthcare Pro Cycling Team.

## Palmarés
2005
- Volta à Normandia, mais 1 etapa
- G.P. Pino Cerami
- Tour de Thuringe, mais 1 etapa
- 2 etapas do Circuito Montanhês

2006
- Volta à Normandia, mais 2 etapas
- Volta a Holanda Setentrional
- Liège-Bastogne-Liège sub-23

2009
- 1 etapa da Volta à Grã-Bretanha

2011
- Mi Aout en Bretagne

2012
- 1 etapa da Volta a Portugal